# 國定殺戮日：無法無天
《國定殺戮日：無法無天》（英語：The Purge: Anarchy）是一部2014年的美國動作恐怖電影，由詹姆斯·狄莫納哥擔任導演和編劇。本片為2013年電影《國定殺戮日》的續集和「國定殺戮日系列電影」的第二部。由法蘭克·葛里洛、卡門·艾喬格、查克·吉爾福德、凱莉·桑切斯與邁克·肯尼斯·威廉姆斯主演。電影在全球於2014年7月18日上映，而台灣則延順至9月19日上映。
本片雖普遍獲得了褒貶不一的評價，但許多評論家一致地認為這已比第一集還要進步許多，且與900萬美元的預算相比，電影1.11億美元的票房算是非常成功。續集《國定殺戮日：大選之年》於2016年推出。

## 劇情
2023年，在洛杉磯市區中，李歐·巴恩斯警長不顧自己前妻的警告，在身穿防彈衣，攜帶武器，開著一輛加固警車的全副武裝之下，利用這個殺人無罪的夜，去殺一個他最憎恨的人。夜幕降臨，全國開始播報預警系統，洛杉磯也隨之展開了長達十二小時的大屠殺，虎視眈眈的人們開始手持武器、大呼痛快地走到街道上獵殺市民。不到兩個小時，洛杉磯變成了一片充滿黑暗、戰火、鮮血與屍體的“無政府天堂”！李歐開著車原本計畫開高速公路到達目的地速戰速決，卻發現高速公路上滿是燃燒的汽車而被迫掉頭開往了市區。在市區裏，一對年輕情侶夏恩與麗茲因為汽車被一群神秘的面具團夥惡意破壞而被困在了街上，為了躲避他們而一直奪命狂奔。
在城市貧困地區的一棟公寓樓裏，住著一對無產階級的母女倆伊娃與凱莉，凱莉在晚飯前突然發現她的父親已經不見蹤影，從他的信中得知他因為身患絕症，而決定將自己作為一個富人家族的犧牲品，借此來為她們倆擺脫貧困生活。伊娃隨後解釋說富人也想透過殺戮來釋放壓力，但他們的殺戮方式，則是花高價收買一些窮人或病人，將他們帶到自己安全又溫馨的家中再屠殺。與此同時，發酒瘋的公寓管理員突然拿著槍打算對她們施暴，然而，一夥身穿黑衣、手拿高級槍械的特種部隊，突然奔進公寓中殺死了所有居民，並將伊娃與凱莉拖出去，獻給了一輛裝載著加特林機槍的貨車，而貨車中的軍團領導者「老爹」也開始準備將她們倆斬首。
李歐剛好開車來到公寓樓邊，看到即將被殺死的伊娃與凱莉原本打算坐視不管，但在看到她們殊死抵抗後、基於本能而下車救了她們。李歐之後在別無選擇下將母女倆一起帶走，卻在回車上後發現了躲在自己車中的夏恩與麗茲，因為兩面夾擊而只能一人帶著四個人啟動汽車離開。眾人逃出後互相瞭解了一下對方的狀況，唯獨只有李歐一人不肯說出自己在此夜晚出來的目的，此時汽車因為被穿甲彈打穿引擎而拋錨，使得眾人只能下車步行，李歐因為堅持要去復仇而打算獨自離開，但伊娃卻建議所有人一起前往自己朋友譚尼婭的家避難、也順便將她的汽車提供給李歐。李歐因為極需要汽車而決定一起行動，眾人在橫越了幾十條街後，到達了一般不會被任何人巡邏的金融街，在一條路上找到了一輛橫屍遍野的機槍貨車。
所有人來到貨車中進行勘察時，發現與公寓樓樓下出現的並不是同一輛，也發現貨車中擺滿了連接城市街道監視器的電腦系統，地圖上的其中一棟設為目標的住宅樓就是伊娃的公寓樓。凱莉於是推測出是新的開國元勳為了清理門戶派遣了這些貨車軍團，並在貨車邊找到一個反對殺戮日的反抗組織的符號，認為是反抗組織看不慣他們的暴行而消滅了他們，眾人在取得貨車上武器後轉往地鐵站移動。
一行人經過地鐵站時，發現許多為躲避殺戮而藏在隧道中的遊民，此時一群開著越野車的殺戮者衝入隧道。眾遊民一湧而出逃逸，反被殺戮者們屠殺。李歐等人在地鐵出口迎擊殺戮者，雖順利擊敗殺戮者，但夏恩卻肩部中彈受傷，眾人到達了譚尼婭的家并受到谭尼娅一家人的照顾，並開始夏恩的急救，當伊娃開始對李歐表示感謝時，李歐發現時間僅僅剩下三小時，而決定取了車就離開，但伊娃則卻說出譚尼婭一家根本沒有汽車。李歐氣憤下說出自己出來殺戮的目的，只是為了自己的兒子，於是打算收拾東西離開之時，譚尼婭的妹妹卻受不了丈夫偷情而引發了家庭內戰。李歐將伊娃等人疏散走後突然發現老爹的貨車已經追蹤到了公寓樓門口，於是帶領其他人翻越圍牆離開，卻在翻越圍牆後就直接被尾隨在後的面具軍團截獲。在車上，團夥領導說只是一群拿錢辦事的“雇傭兵”。
軍團將李歐等人直接賣給了一個富人聚集的殺戮拍賣會上，讓一大群富人們舉手拍下參加屠殺他們的資格。李歐等人被帶進殺戮競技場中，而所有殺戮者們則帶著夜視儀、全副武裝、手牽手、念完宣言後開始了自己的屠殺遊戲。李歐在黑暗中殺死了幾個人後得到武器與夜視儀，富人們在驚慌失措下派遣了保安隊進入競技場進行圍捕，而夏恩則是直接死於亂槍之中。此時反抗組織的軍隊在同一時間沖了進來、將保安隊殺得片甲不留，眾人在發現得救後對他們表示感謝，但麗茲因為悲痛而決定加入反抗軍的行列一同作戰，李歐、伊娃與凱莉與麗茲告別後，到停車場截了一輛車離開。
殺戮日結束的十五分鐘前，李歐帶著伊娃與凱莉開車來到了自己最憎恨的人：沃倫·格拉斯一家的門口，說沃倫在一年前因為酒後駕車撞死了他的兒子、並在法律漏洞下重獲自由。當自己在思考如何為兒子報仇的時候，剛好在這場殺戮日中看到了復仇的曙光。於是，李歐不顧凱莉的阻止而執意進去殺沃倫，將槍指著他的頭，原本有機會能為兒子復仇，卻最終選擇放下了手中的槍。當李歐深吸一口氣走出沃倫家時，老爹卻再度現身並開槍打傷了他，走上前說，自己是由他的汽車、發現他的身份並推測出其目的、也得意洋洋地嘲笑他，在此夜晚犯的重大錯誤就是選擇當英雄；同時，他亦透露，貨車軍團的真實面目是「新建國元勳」（New Founding Fathers of America，簡稱NFFA）們在殺戮日這天，派貨車軍團們出來殺人，以清除一些低階級的人口。這時沃倫走出房子，並為了報答李歐對他的不殺之恩，一槍射殺了老爹。
在車中的伊娃與凱莉以及老爹的特種部隊聽到槍聲後來到了沃倫家門口，當三組人馬互相用槍指著對方時，幾聲警報聲的響起、2023年國定殺戮日結束。所有人立刻放下了手中的槍，伊娃與凱莉在沃倫的幫助下開車火速將李歐送往醫院，期間，伊娃與凱莉開始為李歐在最後展現的善心而感到高興，並在到達醫院時看到了幾十輛打算前往屍體遍佈、血流成河的街道上收場的警車、消防車與救護車。

## 演員

### 生死五人組
- 法蘭克·葛里洛 飾 李歐·巴恩斯警長

警長，原本在殺戮日夜晚是要出門向害死自己愛子的仇人報仇，但過程中卻基於同情心救了另外四人同行。
- 卡門·艾喬格 飾 伊娃·桑切斯

餐廳服務生，處於底層階級的普通家庭主婦，不管自己盡全力努力赚錢来養家糊口卻仍然得不到任何回報。
- 佐伊·索爾 飾 凱莉·桑切斯

伊娃的女兒，一名勇敢堅強的女孩，網絡愛好者，對殺戮日充滿好奇，也堅信反抗組織的理念。
- 查克·吉爾福德 飾 夏恩

普通公務員，有一個姐姐，對自己的女友麗茲不聞不問、漫不經心，但卻在這場殺戮日中才感到珍惜。
- 凱莉·桑切斯 飾 麗茲

夏恩的女友，受不了夏恩的不聞不問後決定與他分居，卻在夜晚時跟他一起困在了街道上。

### 殺戮者
- 傑克·康利 飾 「老爹」

貨車軍團的領導人，手持格林機關槍，一個佛擋殺佛的暴徒。
- 凱斯·史坦費爾德 飾 「上帝」

面具軍團的領導人，盯上了夏恩與麗茲後與自己的人馬掃蕩街道進行追趕。

### 反抗組織
- 邁克·肯尼斯·威廉姆斯 飾 卡梅洛·約翰

反對殺戮日的反抗組織領導人，認為普通人應該享受富人的平等待遇，於是會在殺戮日期間為老百姓們出口惡氣。
- 艾德恩·霍吉 飾 德維恩·畢夏普／陌生人（英语：Dwayne Bishop）

卡梅隆的夥伴，在一年前被一家富人相救後開始對殺戮日充滿敵意，也與卡梅隆並肩作戰。

## 市場營銷
首部預告片發布於2014年2月12日。3月27日，由環球釋出的另一支加長預告片。6月23日時又釋出另一新預告片。

## 發布
《國定殺戮日：無法無天》由環球影業宣布於2014年7月18日上映。

### 評價
這部電影主要獲得了褒貶不一的評價，但比起前部還要進步許多。爛番茄基於70評論得分55％。在Metacritic網站上，基於18位評論家，得分49/100，表示「混合或平均的評價」。在CinemaScore上則獲得「B」的評價，比起前部的「C」要好上一些。

### 票房
該片在北美的3,303劇院上映。並於第一晚上就賺進了260萬美元。在它的首場週末，該片票房收入達到2840萬美元，名列第二位。票房總計8226萬2000美元。

## 續集
2014年8月，傑森·布倫表示，第三部作品正在計畫中。據布倫透露，第三部電影主要敘述革命和首次殺戮日。電影定於2015年的夏天釋出。2014年10月6日證實，第三部電影確定推出，而狄莫納哥也將回歸編劇和執導。第三部作品定於2016年7月1日上映。2015年7月，葛里洛將回歸演出第三集。

## 外部連結
- 互联网电影数据库（IMDb）上《國定殺戮日：無法無天》的资料（英文）
- 爛番茄上《國定殺戮日：無法無天》的資料（英文）
- AllMovie上《國定殺戮日：無法無天》的资料（英文）
- 豆瓣电影上《國定殺戮日：無法無天》的資料 （简体中文）
- Metacritic上《國定殺戮日：無法無天》的資料（英文）
- Box Office Mojo上《國定殺戮日：無法無天》的資料（英文）